# Antonin Tron
Antonin Tron est un styliste français, né à Paris vers 1984.
En 2016, il fonde la marque de prêt-à-porter féminin Atlein avec Gabriele Forte. En juillet 2018, Tron remporte le Grand Prix de l'Association nationale pour le développement des arts de la mode.

## Biographie
À partir de 2004, il étudie à l'Académie royale des beaux-arts d'Anvers,. Pendant ses études, Tron effectue un stage chez Vivienne Westwood à Londres,. Il est diplômé en 2008,. Il assiste Olivier Rizzo jusqu'à la fin de 2008, puis sera en stage chez Raf Simons. En septembre 2009, il intègre Louis Vuitton où il travaille aux côtés de Paul Helbers sur les collections hommes,. En 2011, Tron arrive chez Givenchy comme designer pour les collections femme aux côtés de Riccardo Tisci,. En janvier 2012, il est engagé chez Balenciaga par Nicolas Ghesquière,. Par la suite, il devient freelance pour Alexander Wang puis Demna Gvasalia.
En 2016, avec son partenaire Gabriele Forte, Tron lance la marque Atlein,. Il remporte pour Atlein le prix des Premières Collections l'Association nationale pour le développement des arts de la mode et une dotation de 100 000 euros. Dès son premier défilé, Anna Wintour tweete sur sa collection, ce qui permet à sa marque d'attirer l'attention. Cela permet à Tron de placer ses vêtements dans des grands enseignes comme Neiman Marcus, Nordstrom ou aux Galeries Lafayette. En 2017, sa marque est finaliste pour le LVMH Prize. Puis en juillet 2018, il remporte le Grand Prix de l'Association nationale pour le développement des arts de la mode. Avec ce prix, le créateur reçoit 250 000 euros,,.

## Style
Antonin Tron est remarqué avec sa marque Atlein pour la production de robe avec des drapés de jersey,,. Il s'inspire notamment de la créatrice britannique Jean Muir,. Caroline Rousseau du M note qu'il s'agit d'un « vestiaire néoclassique ultra féminin et confortable comme du sportswear ». Pour le Vogue version britannique, « Atlein est l'un des noms de cette nouvelle vague » de créateur de mode.